# Aleksander Bobko
Aleksander Bobko (ur. 23 marca 1960 w Przemyślu) – polski filozof, profesor nauk humanistycznych. W latach 2012–2015 rektor Uniwersytetu Rzeszowskiego, senator IX kadencji, w latach 2015–2018 sekretarz stanu w Ministerstwie Nauki i Szkolnictwa Wyższego.

## Życiorys
Absolwent III Liceum Ogólnokształcącego w Rzeszowie. Ukończył informatykę na Wydziale Elektrotechniki, Automatyki i Elektroniki Akademii Górniczo-Hutniczej w Krakowie, a także filozofię w Papieskiej Akademii Teologicznej i na Uniwersytecie Jagiellońskim. W PAT uzyskał kolejne stopnie naukowe: w 1991 doktora na podstawie pracy Aksjologiczne podstawy teorii poznania u Heinricha Rickerta i w 1998 doktora habilitowanego na podstawie pracy Kant i Schopenhauer – między racjonalnością a nicością. W 2009 otrzymał tytuł profesora nauk humanistycznych.
Zawodowo związany z PAT i następnie Uniwersytetem Papieskim Jana Pawła II w Krakowie. Został także wykładowcą Uniwersytetu Rzeszowskiego (jako profesor zwyczajny w Instytucie Socjologii). Był prodziekanem (2002–2004) i dziekanem (2004–2008) Wydziału Socjologiczno-Historycznego, następnie prorektorem ds. badań naukowych i współpracy z zagranicą (2008–2012). W 2012 został wybrany na stanowisko rektora tej uczelni, z funkcji zrezygnował w 2015 w związku z objęciem stanowiska w rządzie.
W latach 1998–2002 zasiadał w radzie miejskiej Rzeszowa  z listy Akcji Wyborczej Solidarność, wchodząc również w skład zarządu miasta. W wyborach parlamentarnych w 2015 z ramienia Prawa i Sprawiedliwości został wybrany do Senatu IX kadencji w okręgu wyborczym nr 56.
1 grudnia 2015 został sekretarzem stanu w Ministerstwie Nauki i Szkolnictwa Wyższego. Funkcję tę pełnił do 12 marca 2018. W 2019 nie uzyskał rekomendacji władz Prawa i Sprawiedliwości przed wyborami parlamentarnymi w tym samym roku, nie ubiegał się o reelekcję i wycofał się z polityki.

## Publikacje
- Aleksander Bobko, Kant i Schopenhauer. Między racjonalnością a nicością, Wydawnictwo Wyższej Szkoły Pedagogicznej w Rzeszowie, Rzeszów 1996, ISBN 83-86246-33-2.
- Aleksander Bobko, Schopenhauers Philosophie des Leidens, Königshausen & Neumann, Würzburg 2001, ISBN 3-8260-1985-7.
- O człowieku: wybór pism filozoficznych. Józef Tischner (wybór i oprac.), Zakład Narodowy im. Ossolińskich, Wrocław-Kraków 2003, ISBN 83-04-04631-8.
- Immanuel Kant, Religia w obrębie samego rozumu (tłumaczenie, wstęp, przypisy), Homini, Kraków 2007, ISBN 978-83-89598-74-5.
- Aleksander Bobko, Wartość i nicość. Teoria wartości Heinricha Rickerta na tle neokantyzmu, Wydawnictwo Uniwersytetu Rzeszowskiego, Rzeszów 2005, ISBN 83-7338-221-6.
- Aleksander Bobko, Myślenie wobec zła. Religijny i polityczny wymiar myślenia w filozofii Kanta i Tischnera, Instytut Myśli Józefa Tischnera i Wydawnictwo Uniwersytetu Rzeszowskiego, Kraków-Rzeszów 2007, ISBN 83-922957-6-5.
- Aleksander Bobko, Stanisław Gałkowski (red.), Racjonalność w przestrzeni publicznej, Wydawnictwo Uniwersytetu Rzeszowskiego, Rzeszów 2009, ISBN 978-83-7338-444-6.
- Aleksander Bobko, Thinking between tradition and modernity, Wydawnictwo Uniwersytetu Rzeszowskiego, Rzeszów 2022, ISBN 978-83-8277-016-2.
- Aleksander Bobko, Sprawy człowieka, Wydawnictwo Uniwersytetu Rzeszowskiego, Rzeszów 2025, ISBN 978-83-8277-250-0.